# 中华苏维埃共和国中央革命军事委员会
中华苏维埃共和国中央革命军事委员会，简称“中革军委”，也称“中国工农红军革命军事委员会”，是根据中华苏维埃第一次全国代表大会的决议和中华苏维埃中央执行委员会命令，于1931年11月25日成立。负责领导全国红军的作战和建设。至1937年7月结束，改组为「中共中央革命軍事委員會」。

## 中华苏维埃中央革命军事委员会
中革军委前身是成立于1931年1月15日的中华苏维埃中央革命军事委员会，直接受同时成立的中共苏维埃区域中央局（简称苏区中央局）领导。
中华苏维埃中央革命军事委员会委员：项英 、毛泽东、朱德、任弼时、彭德怀、贺龙、黄公略（1931.9，战斗牺牲）、周逸群（1931，作战牺牲）、叶剑英、许权中、蔡申熙、张云逸、邓中夏、曾中生、邓发（1931.7，改任中革军委政治保卫处处长）、邓小平、黄胜、袁国平、杜衡、刘伯承、周恩来、关向应、王盛荣（团中央代表）、恽代英（1931.4，被捕牺牲）、李富春。
- 中华苏维埃中央革命军事委员会主席
  - 项英（1931.1.15——1931.6）
  - 毛泽东（1931.6——1931.11）
- 中华苏维埃中央革命军事委员会副主席
  - 朱德（1931.1.15——1931.11）
  - 毛泽东（1931.1.15——1931.6，升职）
  - 项英（1931.6——1931.11，改任）
- 中革军委主席团（1931年10月至1931年11月）
  - 中革军委主席团主席：朱德
  - 中革军委主席团副主席：
    - 王稼祥
    - 彭德怀

### 中革军委参谋部
- 中革军委参谋部部长
  - 朱云卿（红一方面军参谋长，代理中革军委参谋部部长。1931年5月在东固红军后方医院逝世）
  - 郭化若（1931年5月后，为红一方面军代理参谋长，临时主持中革军委参谋部一些工作）
  - 叶剑英（1931年11月起）

### 中革军委总政治部
- 中革军委总政治部主任：
  - 毛泽东（兼任，1931.2.17——1931.11）
  - 周以栗（代理，1931.6——1931.11）

## 第一届中华苏维埃共和国中央革命军事委员会
1931年11月7日，中华苏维埃共和国临时中央政府成立后，于1931年11月25日正式成立了中华苏维埃共和国中央革命军事委员会。红一方面军总部撤销，红一方面军部队直接归中革军委领导，统称中央红军。
中革军委委员共15人：朱德、彭德怀、王稼祥、林彪、谭震林、叶剑英、孔荷宠、周恩来、张国焘、邵式平、贺龙、毛泽东、徐向前、关向应、王盛荣。1933年5月8日增补博古、项英为委员。
- 中革军委主席朱德。1933年5月8日至1933年12月因朱德在前线指挥作战，项英在瑞金代理中革军委主席主持后方工作。
- 中革军委副主席为王稼祥、彭德怀。

中革军委下设：
- 中革军委总参谋部成立时下设作战科、侦察科、交通科、动员科、教育科和管理科等六个科。后在前线随部队指挥作战，于1932年底改称为中革军委总司令部。1933年5月8日前方的中革军委总司令部改称为中国工农红军总司令部兼红一方面军司令部，继续负责前方作战指挥。朱德仍为中革军委主席、中国工农红军总司令兼红一方面军总司令，周恩来为中国工农红军总政抬委员兼红一方面军总政委，刘伯承为中国工农红军总参谋长兼红一方面军总参谋长，担任前方指挥。在瑞金沙洲坝乌石垅村另行组建了一个中革军委的军事指挥机关 称为中革军委总司令部。叶剑英为中革军委总司令部总参谋长，对全国红军实施领导与指挥。
  - 总参谋长叶剑英
  - 副总参谋长张云逸
  - 第一局（作战）局长张云逸、左权（1933年10月-1934年10月）
    - 作战科
    - 机要译电科
    - 教育训练科
    - 地面侦察科
    - 测绘地图科
    - 生活管理科

  - 第二局（情报）：1932年10月在福建建宁成立。局长曾希圣、副局长钱壮飞
  - 第三局（供给）局长杨至成
  - 第四局（通信）局长翁瑛
  - 第五局（动员、1933年5月起由滕代远任部长的总动员武装部改编）局长杨岳彬
  - 军委通讯处(无线电总队)。1933年5月拆分为总参二局、四局。
- 总政治部，主任王稼祥
- 总经理部，部长范树德，1933年5月改为总参谋部三局。
- 军医处，处长贺诚，后改称总卫生部。
- 中央军事政治学校，校长萧劲光。
- 武装动员部（后改称武装总动员部）：1933年夏成立，总司令部第四局（工农武装）并入其中。1934年1月撤销。

## 第二届中华苏维埃共和国中央革命军事委员会
1934年2月3日，中华苏维埃第二次全国代表大会产生第二届中央革命军事委员会。1935年12月改称“中华苏维埃人民共和国中央革命军事委员会”。至1936年12月结束。中革军委委员共21人：朱德、周恩来、王稼祥、博古、项英、张国焘、张闻天、叶剑英、徐向前（1935.6.29起）、陈昌浩（1935.6.29起）等。
- 中革军委主席朱德。
- 中革军委副主席：
  - 周恩来
  - 王稼祥
  - 项英（1934.9——1934.10.7，代理；1934.10.7——1936.12）
  - 张国焘（1935.6.29——1936.12）
- 中革军委顾问：李德。
- 中革军委秘书长：萧向荣。
- 军委一局：局长叶剑英
- 军委二局：局长曾希圣
  - 第一科 科长曹祥仁
  - 第二科 科长李作鹏
  - 第三科 科长胡立教
- 军委三局：局长王诤

### 中华苏维埃人民共和国中央革命军事委员会主席团
1936年10月11日，红一、红二、红四方面军长征会师后，中共中央决定组成中革军委主席团，实行对全军的集中领导和统一指挥，由毛泽东主持工作。中革军委主席团成员有：毛泽东、彭德怀、王稼祥、朱德、张国焘、陈昌浩（1936.10.11——1936.12）。

### 中央政府人民委员会军事部
部长：朱德

### 中国工农红军总部
1934年1月，前方的中国工农红军总部兼第一方面军总部撤回瑞金，与后方的中革军委总司令部合并。红一方面军再次称中央红军。1934年7月，总司令部又随军委迁到云石山梅坑村，直到长征出发。在1935年10月长征到达陕北后，中国工农红军又称“中国人民红军抗日先锋军”、“中国抗日红军”等。中国工农红军总部至1936年12月结束。
- 总司令：朱德
- 总政委：
  - 周恩来（1934.2.3——1935.7.18中共中央政治局芦花会议）
  - 张国焘（1935.7.18——1936.12）
- 总司令部，1934年1月，前方的总司令部与后方的总司令部合并。1934年7月，总司令部部随中革军委迁到云石山梅坑村。
  - 总参谋长：
    - 刘伯承（1934.2.3——1934.5，调任红五军团参谋长）；
    - 叶剑英（代理，1934.5——1934.12）
    - 刘伯承（1934.12——1936.12）

  - 副总参谋长
    - 张云逸
    - 王宏坤（1935.8.8—— ）

  - 参谋主任
    - 罗舜初（1935.8.8—— ）

  - 总参谋部一局（作战），辖7个科。局长左权（1933年10月-1934年10月）、彭雪枫（1934年10月起）、张云逸、周子昆、曹里怀、黄超。
    - 作战科
    - 机要科
    - 地图测绘科

  - 总参谋部二局（情报），辖4个科。局长蔡威（电台，1935.8.8，红四方面军二局改称）
  - 总参谋部三局（队列），辖3个科。长征前夕改称四局。红军懋功会师后为总部的供应管理。局长黄正平（不久病逝）、杜文德，副局长徐长勋
  - 总参谋部四局（通信），辖4个科。长征前夕改称三局。局长宋侃夫（1935.8.8—— ），副局长兼政委伍云甫
  - 总参谋部五局（训练），局长唐浚、王维舟（ 1935.8.8--）
  - 总参谋部六局（动员）总动员武装部撤销，该局负责动员工作。1934年2月6日，中革军委决定恢复总动员武装部，第六局并入该部。
  - 警备司令部。
- 总政治部
  - 总政治部主任
    - 王稼祥（1934.2.3——1935.7.18中共中央政治局芦花会议）
    - 博古（1935.7.18——1935.8.8中共中央政治局沙窝会议）
    - 陈昌浩（1935.8.8——1936.12）

  - 总政治部副主任
    - 李富春（1935.7.18——）杨尚昆
    - 陈昌浩（1935.7.18——1935.8.8）
    - 周纯全（1935.8.8——）

  - 秘书长黄超、肖向荣
  - 组织部部长于江震、李弼庭
  - 宣传部部长刘瑞龙、陆定一、徐梦秋,副部长刘志坚
  - 青年部部长王盛荣
  - 白军工作部部长贾拓夫、郑义齐
  - 地方工作部部长李维汉、刘少奇、李中权
- 总供给部，部长林伯渠，政治委员吕振球，付部长杨至成、毛泽民，政治部主任罗梓铭，军实处处长叶季壮等；
- 总兵站部（由红四方面军为主新成立）部长文建武，政委曹述成
- 总卫生部，部长贺诚，政治委员周坦之，政治部主任张成台，政治保卫局局长蔡书彬，医政局局长侯友成，保健局局长陈志方，中医科科长丁世芳，材料科科长王友德，总务处处长严佑中，卫生学校校长陈志方兼，校务主任孙仪之，政治初主任周月华（女）
- 红军大学（红1、4方面军会合后重新组建），校长倪志亮（未到职），政治委员何畏，政治部主任刘少奇（兼），教育长李特（兼）
- 地方工作部
- 总兵站部（后改称总兵站运输部）
- 政治保卫局
- 秘书处
- 抚恤委员会

## 中华苏维埃共和国西北革命军事委员会
1935年11月3日，党中央在陕北成立了中华苏维埃共和国西北革命军事委员会。实际上即中共中央的军事委员会。  
西北革命军事委员会委员：毛泽东、周恩来、彭德怀、王稼祥、聂洪钧、林 彪、徐海东、程子华、郭洪涛、叶剑英、聂荣臻、刘志丹（1936.4，战斗牺牲）
- 西北革命军事委员会主席：毛泽东
- 西北革命军事委员会副主席：
  - 周恩来
  - 彭德怀
  - 西北革命军事委员会总司令部
    - 总司令部参谋长：叶剑英
    - 总司令部副参谋长：张云逸
    - 军委一局（作战）
    - 军委二局（电讯侦译）
    - 军委三局（通信）
    - 军委四局
    - 军委警卫团

1936年10月1日，红二方面军领导人“贺、任、关、刘（伯承）”致电“中央军委和朱（德）、张（国涛）两总”，建议红二方面军北渡渭水。
1936年10月10日，红四方面军与红一方面军会师的当天，中共中央书记处致电朱德、张国焘并彭德怀、贺龙、任弼时、徐向前、陈昌浩等指出：“为着统一作战指挥起见，拟请朱、张两同志以总司令、总政委名义，依照中央与军委之决定，指挥三个方面军之前线作战事宜。三个方面军对朱、张两总之报告，及朱、张对三个方面军之电令，均望同时发给中央军委一份，以密切前后方联络。”中央在该电报中明确使用了“中央军委”的称谓。10日当天，毛泽东致电彭德怀：“二方面军已承认我们军委，朱张来电称中央及毛周彭自称西北军委，又有一电称执行周毛彭所示任务，亦事实上承认我们军委，我们方面曾有两个电去称朱总司令张总政委，以此应即照此种方式解决。”
1936年10月下旬，中共中央和中央革命军事委员会决定，将红一方面军总部改为红军前敌总指挥部兼红一方面军总部，彭德怀任总指挥兼政治委员，刘伯承任参谋长，杨至诚任总兵站部部长。11月18日，周恩来从保安来到河连湾，数日后即陪同朱德、张国焘北上，30日到达保安，与毛泽东、张闻天、博古等会合。11月26日，中央革命军事委员会发布命令：“任命彭德怀为前敌总指挥，任弼时为政委。除西路军外，一、二、四方面军及其他兵团，人民武装，统归前总指挥。”12月2日，红军总部到达保安同党中央及军委会合。12月6日,中共中央在保安县召开“热烈庆祝红军三大主力胜利会师大会”。

## 中华苏维埃人民共和国中央军事委员会
中华苏维埃人民共和国中央军事委员会成立于1936年12月7日。至1937年7月结束。中华苏维埃人民共和国中央军事委员会委员：毛泽东、周恩来、张国焘、朱 德、彭德怀、项 英、贺 龙、任弼时、林 彪、王稼祥、陈 毅、萧 克、徐向前、陈昌浩、刘伯承、关向应、董振堂（1937.1，战斗牺牲。董振堂是历届军委成员在职时在战斗中牺牲的最后一人）、叶剑英、徐海东、聂荣臻、郭洪涛、张云逸、王维舟。
- 中华苏维埃人民共和国中央军事委员会主席团成员：毛泽东、朱德、周恩来、张国焘（1937.3停职）、彭德怀、贺龙、任弼时7人。
- 中革军委由毛泽东、朱德、周恩来、张国焘、彭德怀等23人组成
- 中央军委主席：毛泽东
- 中央军委副主席：
  - 周恩来
  - 张国焘（1936.12.7——1937.3，停职）
  - 朱德（1937.3——1937.7）
- 中央军委办公厅主任（或秘书长）：杨尚昆
- 军委参谋长：萧劲光（1936.12——1937.7，一说无此职务）
- 中华苏维埃人民共和国军事部部长：朱 德（1936.12——1937.7）

### 中国抗日红军总部
中国抗日红军，为1936年12月至1937年7月称呼。
- 总司令：朱德
- 总政委：
  - 张国焘（1936.12——1937.3）
  - 王稼祥（1937.3——1937.7）
- 总参谋长：
  - 刘伯承
  - 叶剑英
- 总政治部主任：王稼祥
- 前敌总指挥部
  - 前敌总指挥：彭德怀
  - 前敌总政委：任弼时

## 中共中央革命军事委员会
1937年7月，中华苏维埃共和国西北办事处改为接受国民政府领导的陕甘宁边区政府，中华苏维埃共和国中央革命军事委员会改称为中共中央革命军事委员会（简称为中央军委）。